# Réva vinná
Réva vinná (Vitis vinifera) je rostlina z čeledi révovitých. Někdy se označuje též jako evropská réva nebo jako ušlechtilá réva. Její plody (bobule) se používají k přímé konzumaci, k sušení a kandování a především jako surovina pro výrobu vína a dalších nápojů a hroznového oleje. Zemědělské odvětví, které se zabývá pěstováním a zkoumáním révy vinné, se nazývá vinařství.

## Nomenklatura
Vitis vinifera L.,  1753
Vitis vinifera L., 1753 subsp. vinifera – réva vinná pravá
Nomenklatorická synonyma
≡Vitis vinifera L. var. sativa DC., 1805 (nom. superfl.)
≡Vitis vinifera L. subsp. sativa (DC.) Beger in Hegi,  1925 (nom. superfl.)
Taxonomická synonyma
=Vitis laciniosa L.,  1753
=Vitis vinifera L. var. laciniosa (L.) Fiori,  1925
=Vitis corinthiaca Rafin.,  1830
=Vitis cylindrica Rafin.,  1830
=Vitis bryoniifolia Bunge,  1835
=Vitis amurensis Rupr.,  1857
=Vitis alemannica Andrasovsky in Jáv.,  1925
=Vitis antiquorum Andrasovsky in Jáv.,  1925
=Vitis byzantina Andrasovsky in Jáv.,  1925
=Vitis deliciosa Andrasovsky in Jáv.,  1925
=Vitis mediterranea Andrasovsky in Jáv.,  1925
Vitis vinifera L., 1753 subsp. sylvestris (C.C.Gmel.) Hegi,  1925 (jako silvestris) – réva vinná lesní
Basionym
Vitis sylvestris C.C.Gmel.,  1805
Nomenklatorická synonyma
≡Vitis vinifera var. sylvestris (C.C.Gmel.) Willd.,  1809
Taxonomická synonyma
=Vitis vinifera DC.,  1815 non L., 1753
=Vitis vinifera var. anebophylla Kolen.,  1846
=Vitis vinifera var. trichophylla Kolen.,  1846

## Odrůdy
Původní volně rostoucí réva lesní (Vitis vinifera subsp. sylvestris) vykazuje velkou rozmanitost hroznů v chuti, barvě, velikosti i tvaru bobulí. Díky její velké heterozygotnosti mohly postupně vzniknout tisíce kulturních odrůd révy vinné (Vitis vinifera subsp. vinifera), ať již samovolným křížením, nebo jako kultivary šlechtěním. Mezi nejvýznamnější odrůdy pěstované v Česku v současnosti patří zejména:
- Aurelius
- Cabernet Franc
- Cabernet Moravia
- Cabernet Sauvignon
- Chardonnay
- Irsai Oliver
- Merlot
- Muškát Ottonel
- Müller Thurgau
- Neuburské
- Pálava
- Primitivo / Zinfandel / Vranac
- Rulandské bílé
- Rulandské šedé
- Ryzlink rýnský
- Ryzlink vlašský
- Sauvignon
- Sylvánské zelené
- Tramín červený
- Veltlínské zelené
- Veltlínské červené rané

## Popis

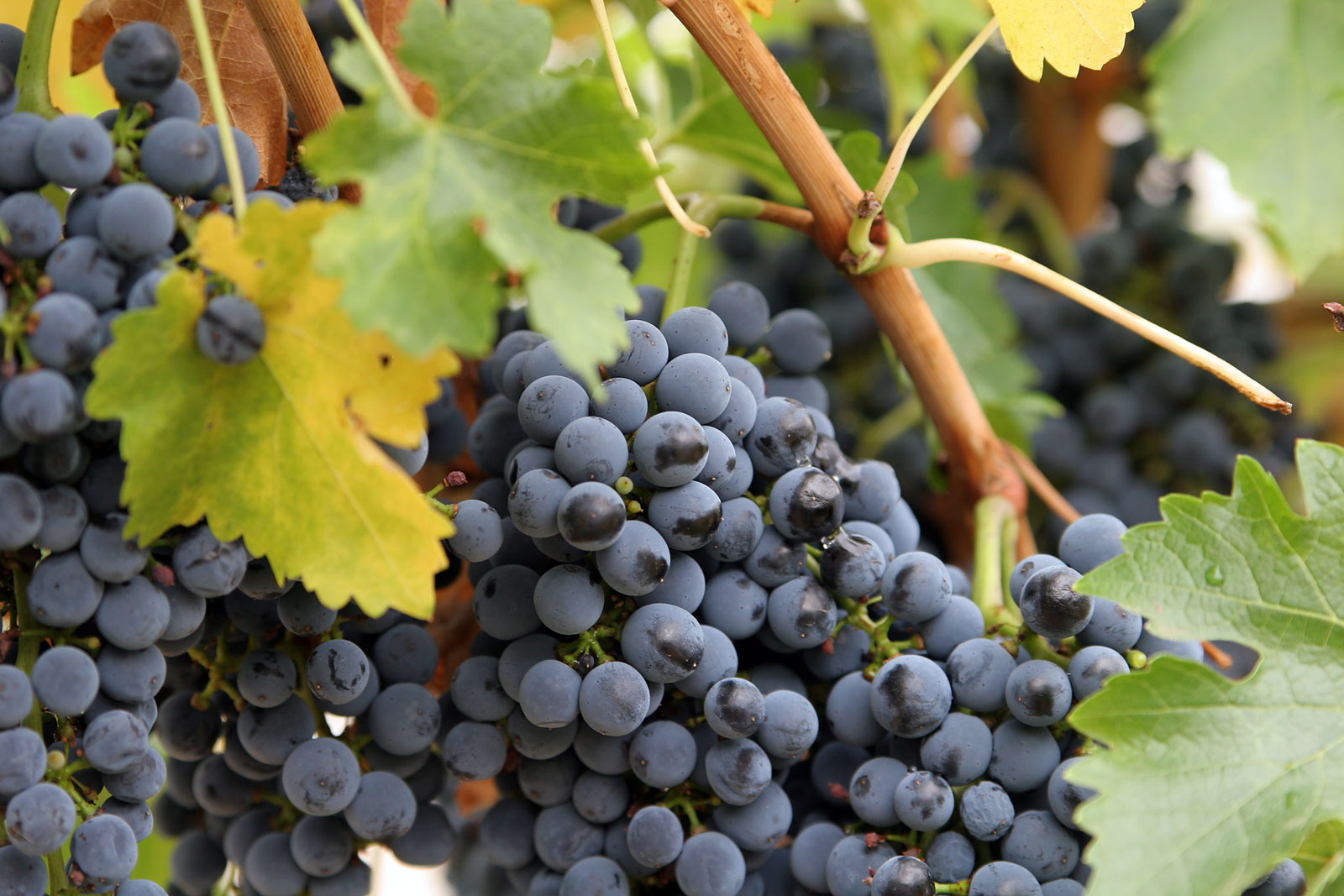
Réva vinná a její plodenství

Réva vinná je popínavá dřevnatá liána, pnoucí se po oporách, k nimž se přichycuje pomocí úponků. Mají-li možnost, pak jedinci divokých odrůd mohou ve volné přírodě dosahovat výšek až 30 m, přičemž průměr kmene u země může dosáhnout až 1,5 m; jsou popsány případy, kdy rostlina dosáhla výšky až 43 m. Jedinci kulturních odrůd na vinicích, které vinaři nenechávají dožít takového stáří, dorůstají výšky nejvýše 4 m při průměru kmene do 50 cm. Listy jsou v zásadě okrouhlé, se třemi až pěti laloky o průměru do 15 cm. Borka kmene je světlehnědá a loupe se v dlouhých pruzích. Letorosty jsou sytěji zabarvené, žlutohnědé nebo červenohnědé. Květy žlutozelené barvy vytvářejí bohaté laty. Kulturní odrůdy (V. vinifera subsp. vinifera) jsou jednodomé, divoké (V. vinifera subsp. sylvestris) jsou dvoudomé. Plodem jsou bobule kulovitého, vejčitého, nebo zaobleně válcovitého tvaru o průměru 0,4–1,5 cm a délce až 2,5 cm; u divokých odrůd bývají drobnější. Jejich barvy jsou velmi rozmanité, od zelené, zelenožluté, žluté po červenou až tmavofialovou.
Kořeny běžně dosahují délky přes 10 m i na skalnatém podloží.

## Stanoviště
Kulturní formy se pěstují na vinicích. Vyžadují teplé, dobře propustné půdy, které jsou bohaté na živiny, a jsou světlomilné.
Topografie stanoviště: Svahovité pozemky mají pro pěstování révy vinné význam na jaře a na podzim jako ochrana proti mrazům. Rovinaté pozemky nejsou pro produkci kvalitních vín příznivé. Expozice ke světovým stranám ovlivňují příjem slunečního záření. Pro pěstování jsou nejvhodnější jihovýchodní, jižní a jihozápadní expozice. Absolutně nevhodné jsou severní. Naproti tomu divoké formy rostou ve vlhkých lesích, převážně lužního typu, nebo v křovinách na březích vodních toků.

### Nadmořská výška
Réva vinná se v České republice pěstuje zpravidla v oblastech s nadmořskou výškou do 300 metrů. Pokud má vytvořené příznivé podmínky, dá se pěstovat až do 500 metrů, např. ve skleníku. Se zvyšující se nadmořskou výškou a úbytkem slunečního záření ubývá v bobulích obsah cukru.

### Expozice svahu
Optimální jsou svahy s jižní expozicí (jihovýchodní i jihozápadní). Na svazích s východní expozicí hrozí větší nebezpečí přízemních mrazíků.

### Srážky
Optimální je množství srážek kolem 600 milimetrů. V ČR se réva vinná pěstuje v oblastech s úhrnem srážek 400-500 milimetrů. Důležité je rozložení srážek během roku. A to před rašením, v době nasazování bobulí a při zaměkání bobulí. Při nedostatku srážek se praktikuje kapková závlaha. Nebezpečné jsou pro révu vinnou přívalové deště, krupobití a také rosa během léta (zvyšuje se riziko infekce houbových chorob), ale na podzim má příznivý vliv na zrání bobulí (zvyšuje se obsah aromatických látek).

### Půda
Ideální je kamenitá půda (zvyšuje kyprost půdy-obsah kyslíku v půdě, zabraňuje půdní erozi, vyhřívá půdu). Optimální je půda písčitá, hlinitopísčitá, s vysokou hladinou spodní vody. Vhodné je také navozit do vinice kamení a pokrýt jím vinici, aby nevysychala.

### Teplota
Réva vinná je teplomilná rostlina. K rašení potřebuje průměrnou denní teplotu a to 10 °C. Réva je nejnáročnější na teplotu v období kvetení (30 °C, nad 35 °C révu poškozuje). Suma aktivních teplot (součet průměrných denních teplot ve dnech nad 10 °C) činí 2500 °C.

## Rozšíření
Původní areál rozšíření zahrnuje jižní a střední Evropu; v nejteplejších obdobích čtvrtohor se divoké odrůdy dostaly až do jižní Skandinávie. Na východ oblast přirozeného výskytu zasahuje do Přední Asie, podhůří Kavkazu a Střední Asie. Roztroušeně se nachází i v oblasti Íránu a v severní Africe. V současné době severní hranice přirozeného areálu dosahuje přibližně 50° s. š.
Kulturní odrůdy se pěstují v mírném pásu celé zeměkoule. Prakticky všechny pocházejí z Kavkazu. Evropské bylo domestikované v Zakavkazsku.
V Česku existují dvě základní vinohradnické oblasti:
1. česká – podoblasti mělnická a litoměřická
2. moravská – podoblasti mikulovská, slovácká, velkopavlovická a znojemská

Jednotlivé podoblasti se dále dělí detailněji podle jednotlivých vinařských obcí.

## Historie
Réva vinná je jednou z nejstarších kulturních rostlin pěstovaných člověkem. Domestikace proběhla přibližně přes 11 tisíci lety a jejím účelem bylo i konzumace hroznů jako jídla. Původ kulturních odrůd V. vinifera subsp. vinifera není zcela jednoznačně vysvětlen; spekuluje se sice, že vznikla šlechtěním divoké révy vinné lesní (V. vinifera subsp. sylvestris), avšak někteří autoři toto zpochybňují a její genezi odvozují od dnes již vyhynulých třetihorních druhů.[zdroj?]
V roce 2004 byl zapsán do Guinnessovy knihy rekordů podle historicky dochovaných pramenů, dobových kreseb a analýz vzorků úředně nejstarší exemplář révy vinné na světě. Je to tzv. „Stara trta“, kterou můžeme najít ve slovinském Mariboru na nábřeží u řeky Dravy. Její věk se odhaduje na více než 440 let. Roste na jižní straně průčelí jednoposchoďové budovy. Kmen s průměrem 25 cm se ve výšce dvou metrů rozděluje na vodorovné vedení a její větve mají délku přes 15 m. Je to původní červená odrůda, je velmi plodná a je odolná proti nemocem a škůdcům.

## Choroby a škůdci

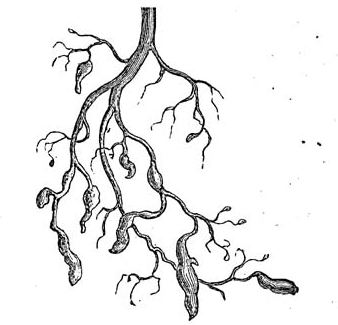
Kořen révy napadené révokazem

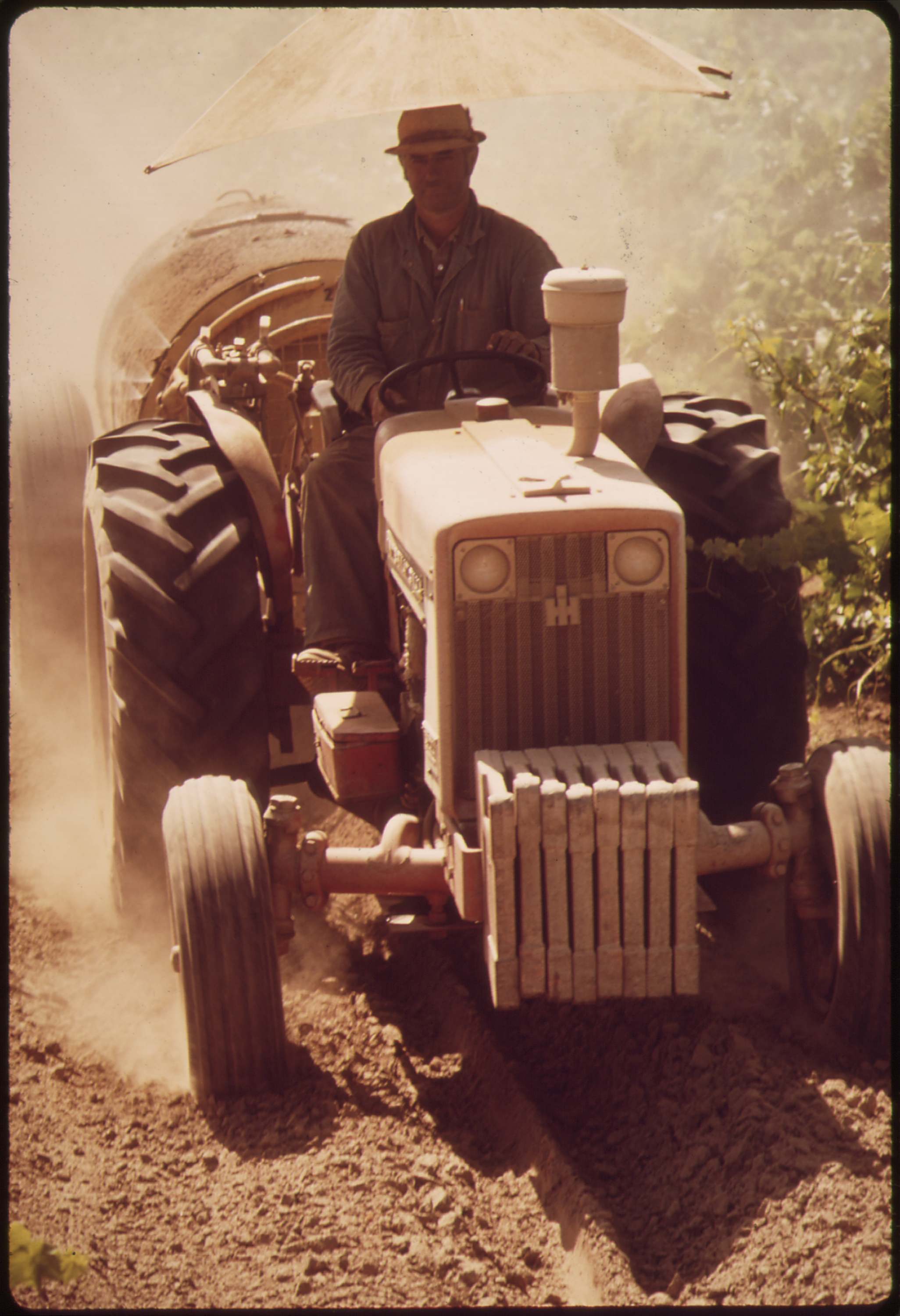
Chemický postřik révy vinné, foto: Gene Daniels

Mezi nejnebezpečnější škůdce patří mšička révokaz (Viteus vitifoliae), která saje na kořenech révy a způsobuje jejich uhnívání, v důsledku čehož dochází k úhynu celé rostliny. Tato mšice na přelomu 19. a 20. století zdecimovala vinice v celé Evropě. Nejdříve se objevila ve Francii, kam byla kolem roku 1860 zavlečena z Ameriky pravděpodobně spolu s okrasnou americkou révou (Vitis labrusca). Později se révokaz rozšířil po celém kontinentu, na Moravě se objevil poprvé v roce 1890 v Šatově. Révokazová kalamita způsobila likvidaci většiny vinic a musely být hledány cesty, jak tomuto škůdci čelit. Jako nejúčinnější se nakonec ukázalo štěpování odrůd evropské révy na odolné podnože vyšlechtěné z révy americké. Kromě toho byly vyšlechtěny hybridní rezistentní odrůdy, vzniklé křížením odrůd evropské révy s révou americkou.  Protože jsou vinice stále révokazem napadeny, i v současnosti je nutné používat sazenice, které jsou vůči němu odolné. Mšička révokaz je v současnosti karanténním druhem.
Dalšími častými škůdci jsou vlnovník révový (Colomerus vitis) způsobující plstnatost rubu listů (spodní strany), sviluška ovocná (Panonychus ulmi) a s. chmelová (Tetranychus urticae) sající na listech a housenky obaleče jednopásého (Eupoecilia ambiguella) a obaleče mramorovaného (Lobesia botrana) poškozující rostliny žírem poupat a bobulí. Částečná poškození působí i zobonoska révová (Byctiscus betulae) a hálčivec révový (Calepitrimerus vitis). Samice zobonosek vykusují pruhy v listech a následně je stáčejí do kornoutků. Takto zničené listy opadávají. Hálčivec naopak saje na mladých listech, což může při silném napadení vést k oslabení rostliny.
Mezi nejčastější choroby révy vinné patří virový roncet (způsobovaný virem roncetu révy vinné); houbové choroby padlí révové (Oidium tuckerii), plíseň révy vinné (způsobovaná houbou Plasmopara viticola) a šedá plesnivost čili plíseň šedá (způsobovaná vřeckovýtrusnou houbou Botryotinia fuckeliana).

## Taxonomická poznámka

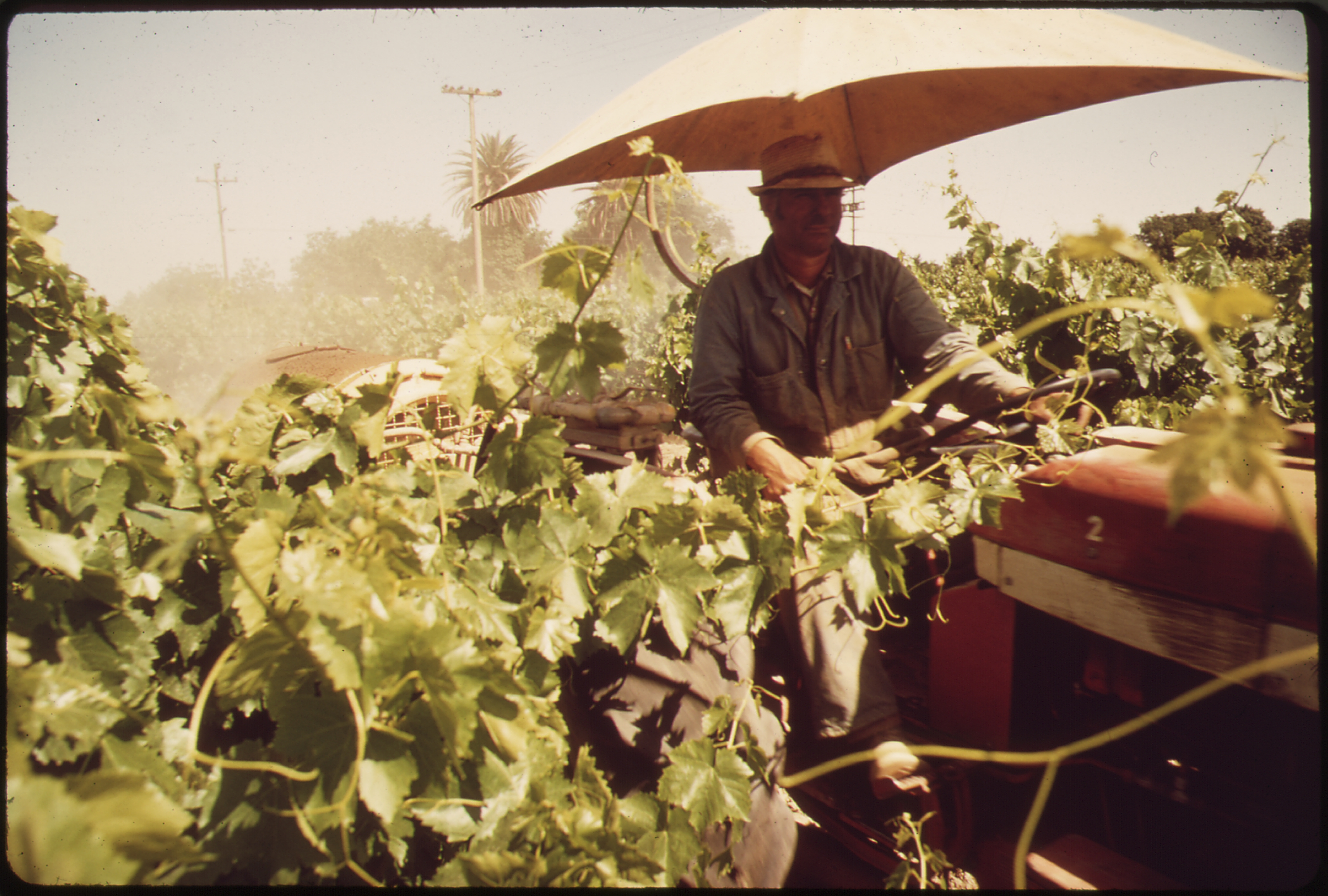
Práce na vinici, foto: Gene Daniels

V zahradnické, zemědělské a zejména vinařské literatuře je pro označování pěstované ušlechtilé révy rozšířeno používání jména Vitis vinifera subsp. sativa. Toto jméno v kategorii poddruhu zavedl do botanické nomenklatury ve svém obsáhlém mnohasvazkovém díle „Illustrierte Flora Mitteleuropas“ německý botanik Gustav Hegi z mnichovské univerzity, které vyšlo v roce 1925. Protože však jím publikovaný poddruh odpovídá základnímu typu V. vinifera, popsanému Linnéem již v roce 1753, což automaticky podle současných pravidel botanické nomenklatury implikuje existenci všech základních infraspecifických kategorií a tedy i V. vinifera subsp. vinifera, je nutno Hegiho jméno, i když platně publikované, považovat za mladší synonymum a jako takové je odmítnout jako jméno nadbytečné (nomen superfluum). To platí i pro basionym Hegiho jména V. vinifera var. sativa z roku 1805.

## Původ jména
Vědecké jméno rodu Vitis bylo převzato z latinského názvu pro keř révy vinné, v přeneseném významu používaný též pro pojem „úponek“; druhový přívlastek vinifera vznikl sloučením kmenů latinských slov vinum (česky „víno“) a ferens („nesoucí“), ve významu „přinášející víno“.

## Gastronomie
Réva se využívá i jako koření v kombinaci s malým množstvím vína k dochucování drůbeže, zvěřiny a masa vůbec.
Z révy se vyrábí kvasný vinný ocet, vhodný do jarních salátů a oblíbené rozinky či sultánky.

#### Genofondové informace
- Soubor České národní kolekce rodu Vitis
- Soubor kolekce rodu Vitis v rámci evropské databáze